# 理想的根
在數學中的環論領域，一個理想的根是一個較大的理想，它約略是該理想的某種閉包。根理想是等於其自身的根的理想。
理想的根又可分為雅各布森根與冪零根，前者較後者為大。

## 交換環的冪零根
設 {\displaystyle R} 為交換環，{\displaystyle I\subset R} 為其理想。該理想的冪零根 {\displaystyle \mathrm {Rad} (I)}（或 {\displaystyle {\sqrt {I}}}）定義為
{\displaystyle {\hbox{Rad}}(I)=\{r\in R|\exists n,\;r^{n}\in I\ \}}。
由二項式定理可知 {\displaystyle \mathrm {Rad} (I)} 也是一個理想，並包含 {\displaystyle I}。當取 {\displaystyle I=\{0\}} 時，相應的根即是冪零元素的集合，也稱作環的冪零根，有時記為 {\displaystyle \mathrm {nil} (R)}。記 {\displaystyle \pi :R\to R/I} 為商同態，則
{\displaystyle {\hbox{Rad}}(I)=\pi ^{-1}({\hbox{nil}}(R/I))}
利用局部化技巧，也可證明
{\displaystyle {\hbox{Rad}}(I)=\bigcap \{P\in {\hbox{Spec}}(R):P\supset I\}}。
為具體起見，考慮較簡單的例子 {\displaystyle R=\mathbb {Z} }。每個非零理想都可寫成 {\displaystyle I=(\prod _{i}p_{i}^{e_{i}})}，此處 {\displaystyle p_{1},p_{2},\ldots } 取遍所有素數，{\displaystyle e_{i}} 則是非負整數。易證
{\displaystyle {\sqrt {I}}=(\prod _{e_{i}>0}p_{i})}。

## 雅各布森根
設 {\displaystyle R} 為環（未必交換），其雅各布森根 {\displaystyle J(R)} 定義為所有單右 {\displaystyle R}-模的零化子之交。對於雙邊理想 {\displaystyle I\subset R}，設 {\displaystyle \pi :R\to R/I} 為商同態，定義 {\displaystyle J(I):=\pi ^{-1}(J(R/I))}。
雅各布森根還有諸種等價的定義。當 {\displaystyle R} 交換時，有下述簡單的性質：
{\displaystyle {\hbox{Rad}}(I)=\bigcap \{P\in {\hbox{Spec-max}}(R):P\supset I\}}。
換言之，此即所有包含 {\displaystyle I} 的極大理想之交。由此立見 {\displaystyle J(I)\supset {\hbox{Rad}}(I)}。

## 文獻
- David Eisenbud, Commutative Algebra with a View Toward Algebraic Geometry, Graduate Texts in Mathematics, 150, Springer-Verlag, 1995, ISBN 0-387-94268-8.